# Ей Джей Лі
Ейпріл Жанетт Мендез, у шлюбі Брукс (англ. April Jeanette Brooks (Mendez), нар. 19 березня 1987) — колишня американська професійна реслерка, яка стала популярною завдяки виступам у WWE під ім'ям AJ Lee. Вона була Генеральним менеджером Raw з 23 липня по 22 жовтня 2012 року, після чого покинула цю посаду. Мендес почала навчання у школі реслінгу у березні 2007 року і через шість місяців провела свій перший офіційний матч. Згодом вона виступала у кількох федераціях, включно з Women Superstars Uncensored (WSU) під ім'ям Miss April, де разом з Брук Картер виграли командні чемпіонські титули WSU.
У травні 2009 року Брукс підписала контракт з World Wrestling Entertainment (WWE) і була направлена до Florida Championship Wrestling (FCW), де вона отримала ім'я AJ Lee. У FCW вона стала Королевою FCW і чемпіонкою серед жінок, а також була першою, хто одночасно тримав обидва титули. У 2010 році вона взяла участь у третьому сезоні NXT, вже без свого прізвища. У травні 2011 року вона дебютувала на SmackDown, утворивши команду з Кейтлін, відому як «Міцні ціпоньки».
Вона відома як гік, любителька коміксів та відеоігор. WWE підтримувало її унікальний імідж, який відрізняється від звичайного образу дівчат у WWE, і просувало її як «Богиню гіків». У 2012 і 2014 роках вона отримала нагороду «Слеммі» у категорії «Діва року».

## Кар'єра в професійному реслінгу

### Тренування (2007)
Незабаром після закінчення університету Мендес вступила в школу реслінгу, яка знаходилась в милі від її дому. Щоб оплачувати навчання, вона працювала повний робочий день і стала офіційним учнем в березні 2007, дебютувавши через пів року як «Місс Ейпріл» в незалежний реслінг організації в Нью-Джерсі.

### Women Superstars Uncensored (2008—2009)
10 жовтня Міс Ейпріл зазнала поразки у своєму першому бою проти Духовної сестри Жани. Того дня вона також об'єдналася з Малією Хосакою, і разом вони стали першими командними чемпіонками WSU, перемігши Духовних сестер (Жану та Латашу), але програли Роксі Коттон та Енні Сошіел. В ту ж ніч, Міс Ейпріл також зазнала поразки від Малії Хосаки. 7 лютого 2009 року вона у партнерстві з Брук Картер перемогла Коттон та Сошіел, ставши командними чемпіонами WSU. Наступного місяця вони успішно захистили свої титули. 10 квітня Ейпріл взяла участь у третьому турнірі J-Cup, де перемогла Коттон у першому раунді, але програла Рейн у другому. Того ж дня вона разом з Джей Леталом завоювали титул Короля і Королеви WSU.

### World Wrestling Entertainment / WWE

#### Florida Championship Wrestling (2009—2011)
Мендес підписала контракт з World Wrestling Entertainment 5 травня 2009, і була відправлена на підготовчий майданчик WWE — Florida Championship Wrestling. Мендес дебютувала в FCW 14 серпня під іменем «Ейпріл Лі» в бою «Чотирьох фатальних шляхів», де перемогу здобула Серена Манчіні. У вересні 2009, її ім'я було змінено на «ЕйДжей Лі». Вона почала боротьбу за титул Королеви FCW, і 4 лютого 2010 року перемогла Серену, вигравши корону. В першому раунді чемпіонату FCW серед Дів, Лі перемогла Таміну 29 квітня, але зазнала поразки від Серени у півфіналі 20 травня. 10 червня, Лі кинула виклик Наомі Найт, тодішній чемпіонці FCW, але безрезультатно. У червні 2010 вона з'явилась на домашньому шоу Raw, виступаючи як господиня, а потім як ринг-анонсер на шоу FCW. Наступного місяця, Лі та Серена перервали Найт під час промо. Потім Лі спостерігала як Серена напала на Найт, що зробило її хілом (злим персонажем). Найт продовжувала утримувати титул чемпіонки FCW, перемігши Лі та Серену в матчі потрійної загрози. На 100-м епізоді FCW, Лі боролась із Найт в матчі з подвійним відліком, де їх титули Королеви FCW (ЕйДжей) та чемпіонки FCW серед Дів (Наомі) стояли на кону. 2 вересня, Лі програла Найт в матчі лісорубів, що поклало край їх фьюду.
18 листопада, вона втратила титул Королеви FCW в бою проти Рози Мендес. 16 грудня Ей Джей перемогла Наомі, вигравши титул чемпіонки Дів. Тим самим, вона стала першою Дівой в FCW, яка утримувала два титулі одночасно. Вона утримувала титул аж до 7 квітня, коли програла його Аксані.

#### NXT та «Міцні ціпоньки» (2010—2011)

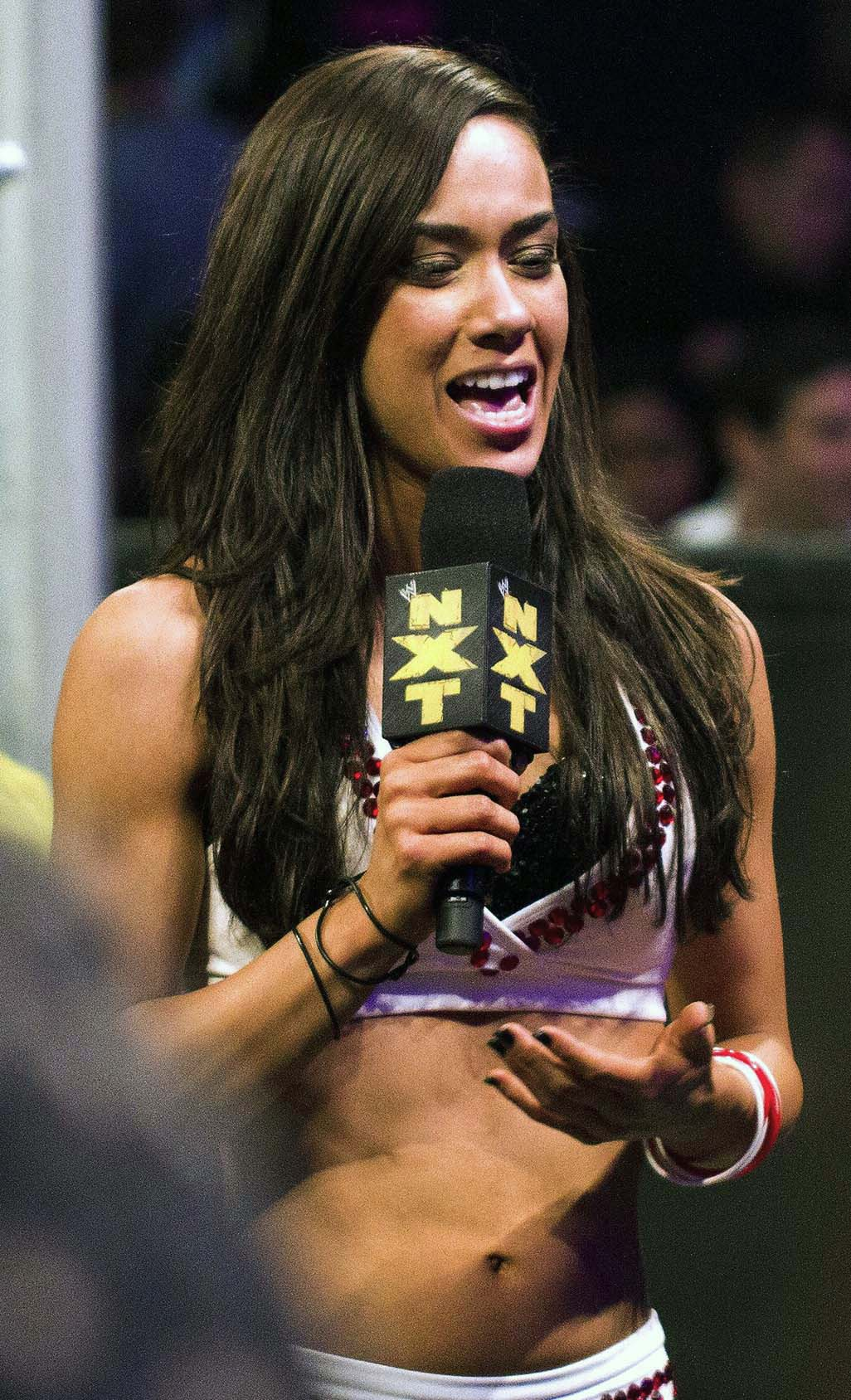
Ей Джей після виключення із конкурсу NXT в листопаді 2010.

31 серпня 2010 року Ей Джей стала учасником NXT, де її профі став Прімо. 7 вересня Ей Джей дебютувала на NXT та об'єдналась із Прімо для бою з Аксаною та її профі Голдастом у змішаному матчі. Тієї ж ночі, вона змагалась в «Танцювальному Конкурсі» та в «Захопленні Прапору», але безуспішно. Наступного тижня, вона зазнала своєї першої поразки в матчі з Прімо проти Кейтлін та Дольфа Зігглера. Протягом двох наступних тижнів, Ей Джей виграла три конкурси, і 5 жовтня на епізоді NXT, у неї та Кейтлін була однакова кількість виграних конкурсів. Кейтлін отримала імунітет, в опитуванні через реакцію натовпу. Ей Джей була виключена з конкурсу 23 листопада, незважаючи на перемоги в змаганнях і матчах раніше. Вона повернулася в фіналі, де спільно із близнючками Белла, перемогла Алісію Фокс, Аксану та Максфн. Ей Джей повернулася як спеціальний гість 8 лютого 2011 року, під час четвертого сезону NXT, демонструючи мерч в конкурсі «вгадай ціну». Вона також з'являлася кілька разів на NXT в середині 2011
Головний дебют Ей Джей відбувся 27 травня, 2011 року, на епізоді SmackDown, де вони з Кейтлін (відомі як «Міцні ціпоньки») програли команді Алісії Фокс і Таміни. Дует сопроводжувався Натальєю, котра стала їх наставником. Ей Джей та Кейтлфн програли матч-реванш Фокс и Таміні наступного тижня. ЇЇ перша перемога була 10 червня на SmackDown, де вона перемогла Таміну в одиночному матчі, свій подвиг вона повторила 8 липня. Ей Джей, Кейтлін і Наталья продовжували ворогувати з Фокс і Таміною, до яких також приєдналася Роза Мендес.
5 серпня на епізоді SmackDown, Ей Джей програла одиночний матч своєму колишньому протеже Натальї, котра оголосила війну «маленьким веселим принцесам». Наступного тижня, Ей Джей та Кейтлін програли Натальї та Бет Фінікс, перед цим Ей Джей об'єдналась із Келлі Келлі, перемігши Наталью та Фокс. Ей Джей повернулась в новому сезоні NXT як таємний шанувальник Хорнсвоггла. 23 серпня, Максін напала на Ей Джей, і тієї ж ночі Ей Джей програла в одиночному бою. Наступного тижня Максін знову перемогла Ей Джей, протягом наступних двох тижнів Ей Джей перемагала Максін. 19 жовтня, Ей Джей супроводжувала Кейтлін в її бою проти Максін. Кейтлін перемогла, що поклало край їх ф'юду. Протягом наступних кількох місяців, «Міцні ціпоньки» продовжували ворогувати з «Дівами Долі», програючи одиночні та командні матчі. В листопаді, між «Міцними ціпоньками»
почала наростати напруженість, через розлади Кейтлін з приводу їх неодноразових поразок «Дівам Долі».

#### Різні відносини; Генеральний Менеджер Raw (2011—2013)

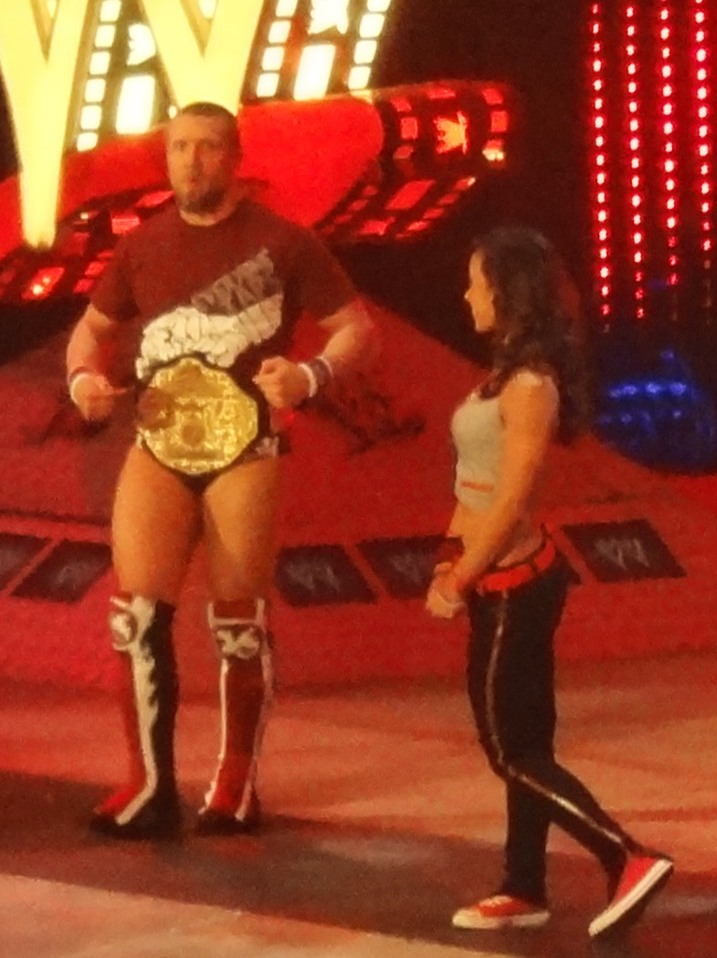
Ей Джей і Денієл Браян на Raw 19 березня.

В листопаді Ей Джей почала романтичні стосунки і Денієлом Браяном. В грудні йому вдалося стати чемпіоном світу у важкій вазі, і незабаром у нього стали проявлятися злі риси. Незважаючи на численні освідчення Ей Джей в коханні до нього, Браян жодного разу особисто не зізнавався їй. 13 січня Ей Джей супроводжувала Браяна на захист титулу, під час якого Біг Шоу випадково зачіпає її під час розбігу і серйозно травмує. 3 лютого на SmackDown Ей Джей повертається і рятує Браяна від Біг Шоу. У березні, Браян почав жорстокого поводитися по відношенню до Ей Джей, публічно вимагаючи, щоб вона «заткнулася», і стверджуючи, що вона стоїть у нього на шляху. Незважаючи на все це, Ей Джей все одно залишалася з Браяном. На 28-й Реслманії, Браян втратив титул чемпіона, пропустивши удар точно після традиційного поцілунку Ей Джей «на удачу». 6 квітня Брайан став звинувачувати Ей Джей в своїй поразці, після чого розірвав з нею стосунки. Потім, Ей Джей стала проявляти інтерес до чемпіона WWE СМ Панка, та Кейна. 17 червня, на No Way Out, коли Панк, Кейн і Браян зустрілися в матчі за чемпіонство WWE, Ей Джей втрутилася і відвернула Кейна, тим самим допомагаючи Панку зберегти свій титул. Фьюд Панка і Браяна продовжувався, Ей Джей була оголошена спеціальним запрошеним суддею в їх матчі на Money in the Bank. 9 липня на RAW Ей Джей зробила Панку пропозицію, після чого відразу ж Браян зробив пропозицію Ей Джей; Панк відповів відмовою і вона дала ляпаса обом чоловікам. На Money in the Bank, Панк успішно захистив свій титул. Ей Джей залишилася одна, але наступної ночі 16 липня, на Raw, Браян знову зробив пропозицію Ей Джей, яка цього разу відповіла згодою.
В ході обміну клятвами на 1000-м Raw, Ей Джей оголосила що Вінс МакМен запропонував їй посаду Генерального менеджера Raw і кинула Браяа біля вівтаря. Пізніше, Ей Джей призначила наSummerSlam матч потрійної загрози: СМ Панк проти Джона Сіни проти Біг Шоу. Тим часом, Ей Джей продовжувала мстити Браяну, відмовивши тому в матчі за титул чемпіона WWE і призначила йому на SummerSlam бій з Кейном. 22 жовтня на RAW Ей Джей була знята з посади Генерального менеджера RAW, через звинувачення в романтичних стосунках з Джоном Сіной. Пізніше, Віккі Герреро показала нібито доказ відносин Джона та Ей Джей: фото з ділової вечері, відео як Ей Джей заходить в кімнату Сіни в готелі і т. д. На Survivor Series, Ей Джей намагалась показати «компромат» на Віккі Герреро, але була атакована Таміною Снукою. В наступному епізоді Raw, Джон та Ей Джей пристрасно поцілували один одного, що дало Віккі і Дольфу тільки більше переваг. 26 листопада на Raw, ЕйДжей поцілувала Сіну після його матчу із Зігглером, що поклало початок їхнім стосункам. 3 грудня на Raw, ЕйДжей перемогла Таміну в одиночному матчі.
16 грудня на TLC, ЕйДжей зробила хілл-тьорн після втручання в матч Джона Сіни і Дольфа Зігглера. Допомагаючи Зігглеру, ЕйДжей зіштовхнула Джона зі сходів. Наступної ночі, на врученні нагороди Слеммі ЕйДжей виграла в номінації «Поцелунок року» разом з Джоном Сіною, нагороду вийшла вручати Віккі Герреро. Однак, ЕйДжей та Віккі почали сперечатися, після чого прийшов Зігглер і почав їх заспокоювати. ЕйДжей поцілувала Дольфа прям перед Віккі, що остаточно зробило її хіллом і дало можливість почати відносини з Дольфом. В головній події, ЕйДжей об'єдналася з Зігглером в команду проти Сіни та Герреро. Джон та Вфккф перемогли, але після матчу втрутився Біг І Ленгстон і напав на Сіну за наказом Ей Джей. 25 березня на Raw, ЕйДжей підслухала нинішню Чемпіонку Дів Кейтлін під час її розмови з Кейном і Деніелом Браяном, і після того як Кейтлін назвала Ей Джей ненормальною, Лі напала на неї і вдарила головою об раковину. Тієї ж ночі, Ей Джей перемогла Кейтлін через відлік. Кейтлін
спробувала провести ЕйДжей переможний «гарпун» але промахнулася і влетіла головою в загородження. 7 квітня на 29-й Реслманії, Дольф і Біг І програли в матчі за Командне Чемпіонство WWE.

#### Чемпіонка дів WWE (2013—2015)
22 квітня на Raw, ЕйДжей перемогла в Королівській Битві Дів, ставши претенденткою № 1 на Чемпіонство Дів. 16 червня на PPV WWE Payback одержала перемогу над Кейтлін і стала новою чемпіонкою серед Дів. наступної ночі, Лі відсвяткувала свою перемогу на Raw, але була перервана Стефані Макмен і після цього її атакувала Кейтлін. На PPV Money in the Bank, ЕйДжей успішно захистила титул дів проти Кейтлін. Тієї ж ночі, через Лі Зігглер втратив титул чемпіона світу у важкій вазі. Коли Лі відчула, що її хлопець в небезпеці, вона передчасно забралась на ринг та вдарила Альберто Дель Ріо своїм поясом просто на очах у рефері, що призвело до дискваліфікації. Наступної ночі на Raw, Зігглер розірвав стосунки з Ей Джей. Бажаючи помститися, під час матчу Дель Ріо і Зігглера, Лі підійшла до столу таймкіпера і подзвонила в гонг для того, щоб відвернути увагу Дольфа. Образивши його, Ей Джей напала на Зігглера, після чого прийшов Біг І Ленгстон і провів Дольфу Big Ending. На SmackDown від 9 серпня Ей Джей та Біг І Ленгстон брали участь в Міз-ТВ, під час бесіди їх перервали Дольф Зігглер та Кейтлін, а потім Міз призначив матч на SummerSlam (так як він буде ведучим СаммерСлему): Дольф Зігглер і Кейтлін проти Ей Джей Лі та Біг І Лінгстона. На SummerSlam (2013) Дольф Зігглер та Кейтлін перемогли Біг І Ленгстона та Ей Джей.

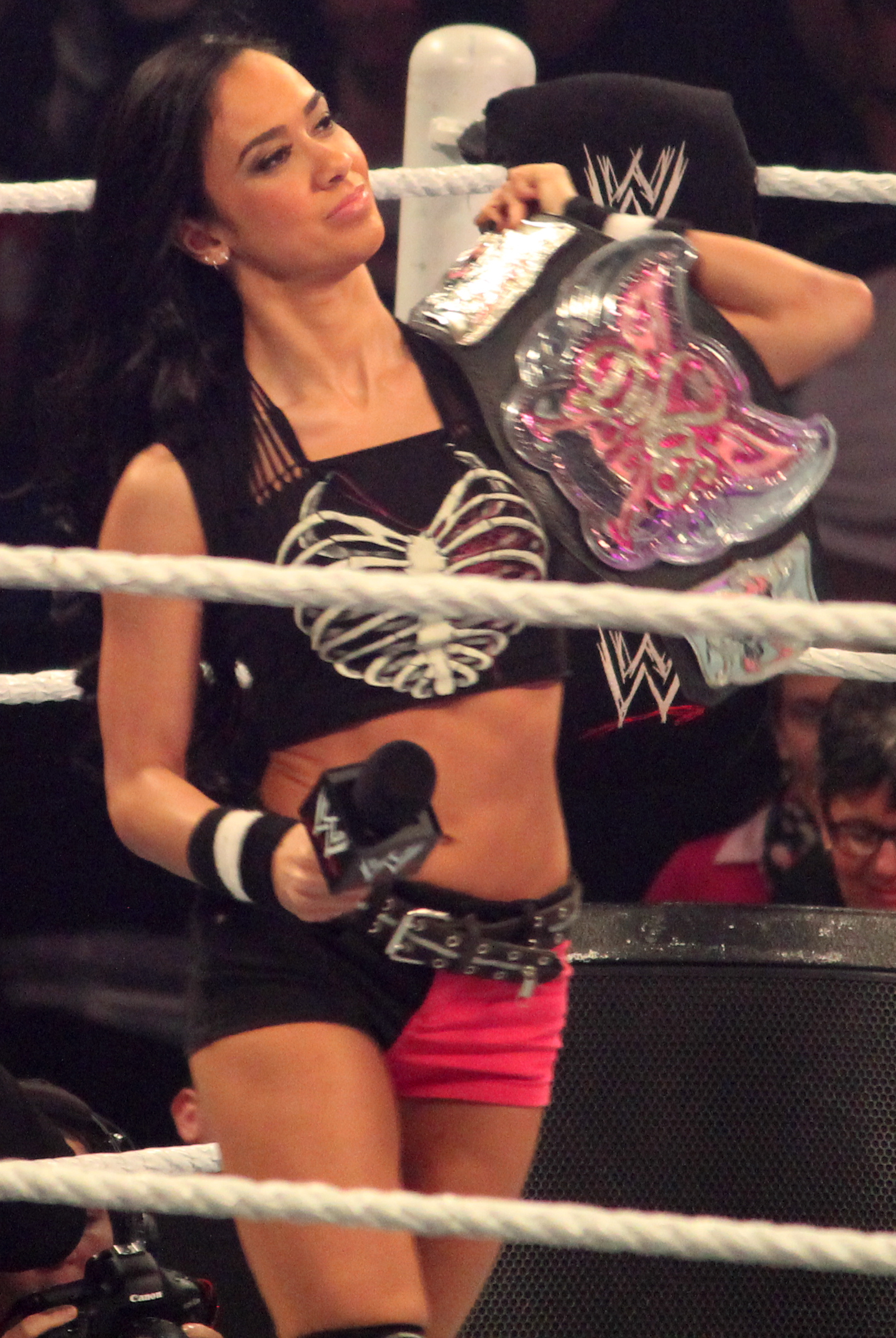
Ей Джей з титулом чемпіонки дів WWE.

26 серпня на Raw, після того як Брі Белла перемогла Наталю, вийшла Ей Джей і виступила з 'pipebomb', Ей Джей заявила, що вона єдина діва, котра наполегливо працювала, заради того щоб бути там, де вона зараз. На PPV Night of Champions (2013) Ей Джей перемогла Брі Беллу, Наталю та Наомф. На RAW від 30 вересня було назначено жіночий матч на Battleground, в якому чемпіонка Дів — Ей Джей буде захищати свій титул від Брі Белли, а в кутку Брі будуть стояти Ніккі Белла та Єва Марі. На PPV Battleground (2013) Ей Джей перемогла Брі Беллу. На RAW від 21 жовтня назначили матч-реванш на Hell in a Cell між Ей Джей та Брі Беллой за титул чемпіонки Дів. На Hell in a Cell (2013) Ей Джей знову перемогла Брі Беллу. 18 листопада на RAW пройшов жіночий матч типу «Співочі стільці» (англ. Divas Musical Chairs) між Наталією, Наомі, Саммер Рей, Кемерон, Джо-Джо, Євою Марі, Алішою Фокс, Аксаною, Близнючками Белла (Брі та Ніккі Белла), Розою Мендес та Кейтлін. Першою вилетіла Наталя, другою — Аліша Фокс. Після цього почалася масова бійка дів, переможцями із якої вийшли Тотальні Діви. Після цього було анонсовано, що на Survivor Series відбудеться командний матч дів 7х7 між Тотальними Дівами (учасницями шоу Total Divas) (Наталья (капітан), Фанкодактельши (Наомі й Кемерон, Близнючки Белла (Ніккі Белла та Брі Белла), Єва Марі і Джо-Джо проти Дів WWE (Ей Джей (капітан), Таміни, Кейтлін, Рози Мендес, Аліши Фокс, Аксани і Саммер Рей). На PPV Survivor Series (2013) Команда Тотальних Дів перемогла простих Дів. На наступному Raw знову пройшов такий поєдинок в якому знову перемогу здобули Тотальні Діви. На PPV Tables, Ladders & Chairs (2013) Ей Джей здобула перемогу над Наталією за допомогою свого фінішера — больового. На Elimination Chamber (2014) Ей Джей перемогла Кемерон. 24 березня на RAW генеральний менеджер арени SmackDown Вікі Герреро назвала Ей Джей «сучкою» та оголосила, що на Реслманії XXX відбудеться 14-сторонній жіночий матч за титул чемпіонки дів WWE і він буде мати назву «Запрошення Вікі Герреро». На Реслманії ХХХ Ей Джей перемогла решту тринадцять дів. На наступному Raw Ей Джей прийняла виклик Пейдж, на чемпіонський поєдинок і програла. Ей Джей має найдовший рейн серед усіх дів, вона протримала титул 295 днів.
Ей Джей Лі несподівано повернулась На Raw від 30 червня. Вона запропонувала Пейдж реванш за титул Чемпіонки Дів. Пейдж погодилася і програла титул. На PPV Battleground Ей Джей Лі перемогла Пейдж в матчі за титул Чемпіонки Дів.. На Raw від 21 липня Пейдж напала на Ей Джей і, тим самим, здійснила хілл-тьорн, що привело до травми Ей Джей. 17 липня на SummerSlam Ей Джей програла титул чемпіонки дів Пейдж. На Raw віл 1 вересня Стефані Макмен оголосила Ніккі Беллу новою претенденткою на титул, але була перервана Ей Джей Лі, котра нагадала Стефані про її можливий матч-реванш. На SmackDown! від 5 вересня Стефані Макмэн оголосила, що на PPV Night of Champions відбудеться матч «Потрійна загроза» між Пейдж, Ей Джей та Ніккі Беллою за титул Чемпіонки Дів. На Night of Champions в трьохсторонньому матчі за участі Ніккі Белли, Ей Джей зуміла завоювати чемпіонський титул в третій раз за свою кар'єру, повторивши досягнення Ів Торрес. Ворожнеча між Ей Джей закінчилася після шоу Hell in a Cell, на якому Ей Джей зуміла зберегти чемпіонський титул. На PPV Survivor Series (2014) Ніккі Белла перемогла Ей Джей і стала новою Чемпіонкою Дів WWE. В матчі-реванші на TLC (2014) Ніккі знову змогла перемогти Ей Джей.
Ей Джей повернулася на RAW від 2 березня де допомогла Пейдж відбитися від Близнючок Белл. 5 березня на SmackDown! Ей Джей Лі перемогла Брі Беллу після того, як Пейдж не дозволила Ніккі Белла втрутитися в хід поєдинку. На Реслманії 31 Ей Джей і Пейдж перемогли Близнючок Белл.
3 квітня WWE було оголошено, що Ей Джей покинула компанію.

## Особисте життя
З 13 червня 2014 року ЕйДжей одружена з реслером СМ Панком, з яким вона зустрічалася 9 місяців до їхнього весілля.
Мендез є величезною фанаткою Чака Норріса, її улюблене шоу «Крутий Вокер: правосуддя по-техаськи». Вона активно підтримує товариство захисту тварин, і навіть взяла звідти кілька собак. У Ейпріл є шафа, в якій вона зберігає свою колекцію кедів Chuck Taylor All-Stars. Її улюблені кольори: всі кольори веселки і зелений. Її близька подруга — колишня WWE діваКейтлін.
Мендез захопилася коміксами в четвертому класі, вони наповнюють її творчістю і допомагають в житті. її улюблена серія коміксів Люди Ікс, за нею йдуть Людина-Павук та Фантастична четвірка. В персонажах вона любить характери «дівчат-задир» (особливо, Джину Грей, яка є улюбленим персонажем Ей Джей). Ще один її улюблений персонаж — психопатка Харлі Квінн. З дитинства була фанаткою професійного реслінгу. Її улюбленою дівою була Літа. Ейпріл любить відеоігри, і була першою в історії жінкою переможцем «THQ Superstar Challenge» від WWE на Wrestlemania XXVIII Axxess, перемігши Марка Генрі, і перевершивши ти самим 16 чоловік. У Ейпріл є татуювання на потилиці, де вибита дата коли вона виграла свій перший титул дів — «6-16-13».

## В реслінгу

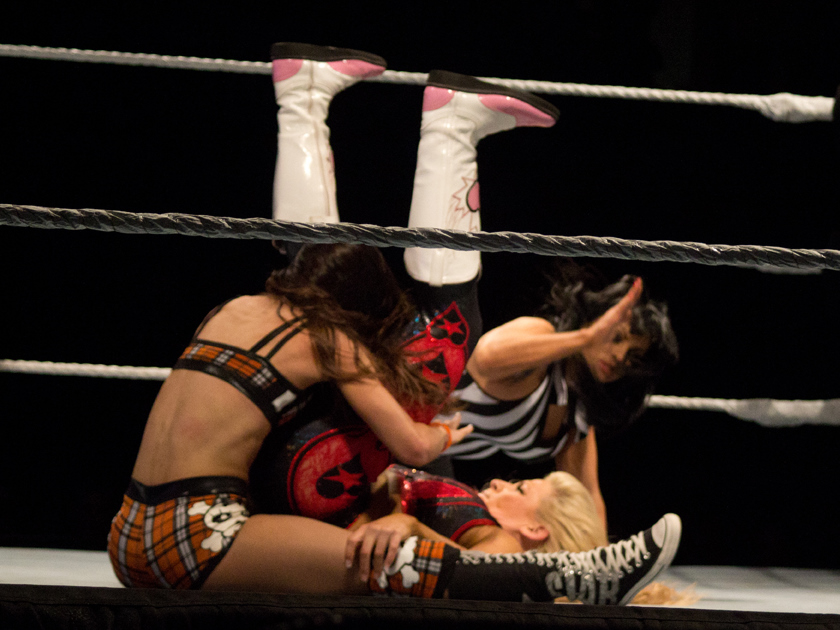
Ей Джей виконує «скручування» проти Натальї.

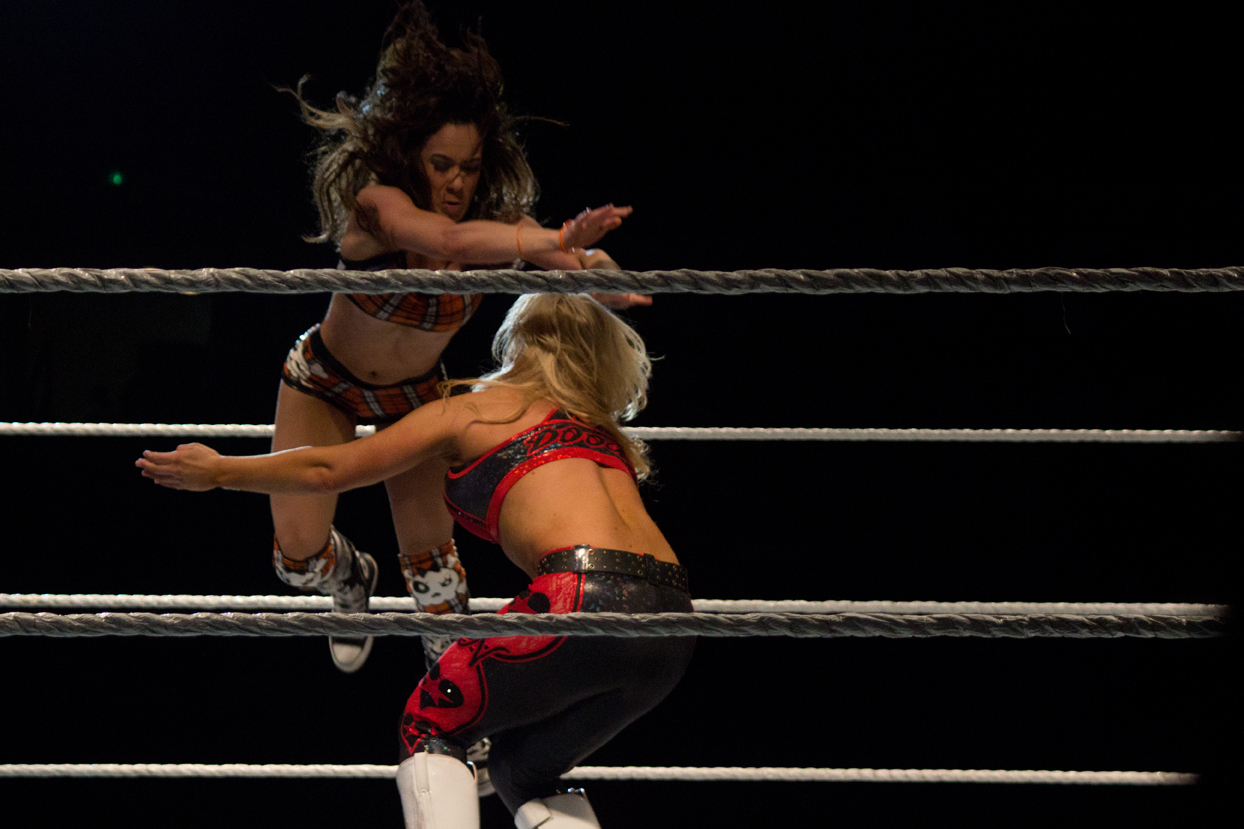
Ей Джей виконує Cross Body на Натальї.

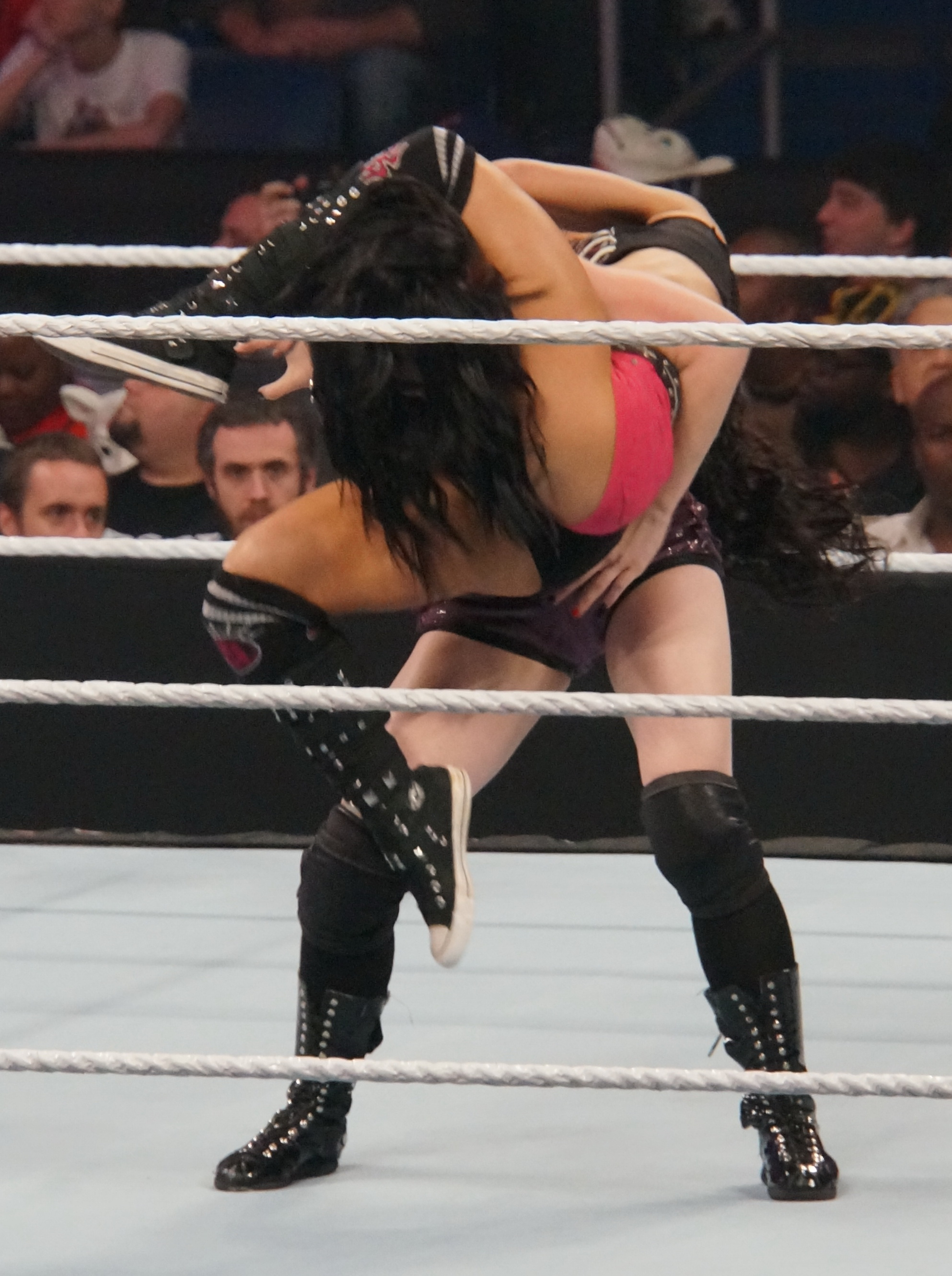
Ей Джей виконує Black Widow на Пейдж.

### Коронні прийоми
- Black Widow (Octopus Hold)[19] — 2009—2015;
- Shining Wizard[20] — 2010—2012; використовує як улюблений прийом у період 2013—2015
- Shiranui — 2008—2015[20]
- Wheelbarrow bulldog — 2010; після цього використовує як улюблений.

### Улюблені прийоми
- Diving crossbody;
- Dropkick, іноді проводить прийом на сидячому противнику
- Drop toe-hold;
- Bridging backhammer;
- Headscissors;
- Hurricanrana, іноді проводить прийом на противнику, що наближається
- Missile dropkick;
- Monkey flip, іноді проводить прийом з-за кутка
- Multiple arm drags;
- Multiple neckbreakers;
- Roll-up, іноді проводить прийом з-за кутка
- Sleeper hold, іноді з bodyscissors — запозичений у Дольфа Зігглера
- Spinning heel kick

### З Кейтлін
- Aided splash;
- Corner clothesline (Ей Джей) / Backbreaker (Кейтлін)

### Менеджери
- Прімо
- Наталья
- Кейтлін
- Денієл Браян[21]
- Біг І Ленгстон

### Була менеджером наступних реслерів
- Кейтлін[22]
- Денієл Браян
- Дольф Зігглер[23]
- Біг І Ленгстон

### Прізвиська
- Чорна вдова (англ. The Black Widow)
- Скажена ціпонька (англ. Crazy Chick)
- Богиня ботаніків (англ. Geek Goddess)[24]

### Музичні теми
- «Feelin' Ya» by Jim Johnston (FCW)
- «Oh Puerto Rico» performed by Vinny and Ray with vocals by Marlyn Jiménez and composed by Jim Johnston (разом з Прімо)
- «Right Now» by Jim Johnston and performed by Tyler Van den Berg (червень 2011-вересень 2011)
- «Let's Light It Up» by Jim Johnston and performed by Kari Kimmel (жовтень 2011-квітень 2015)

## Титули та досягнення

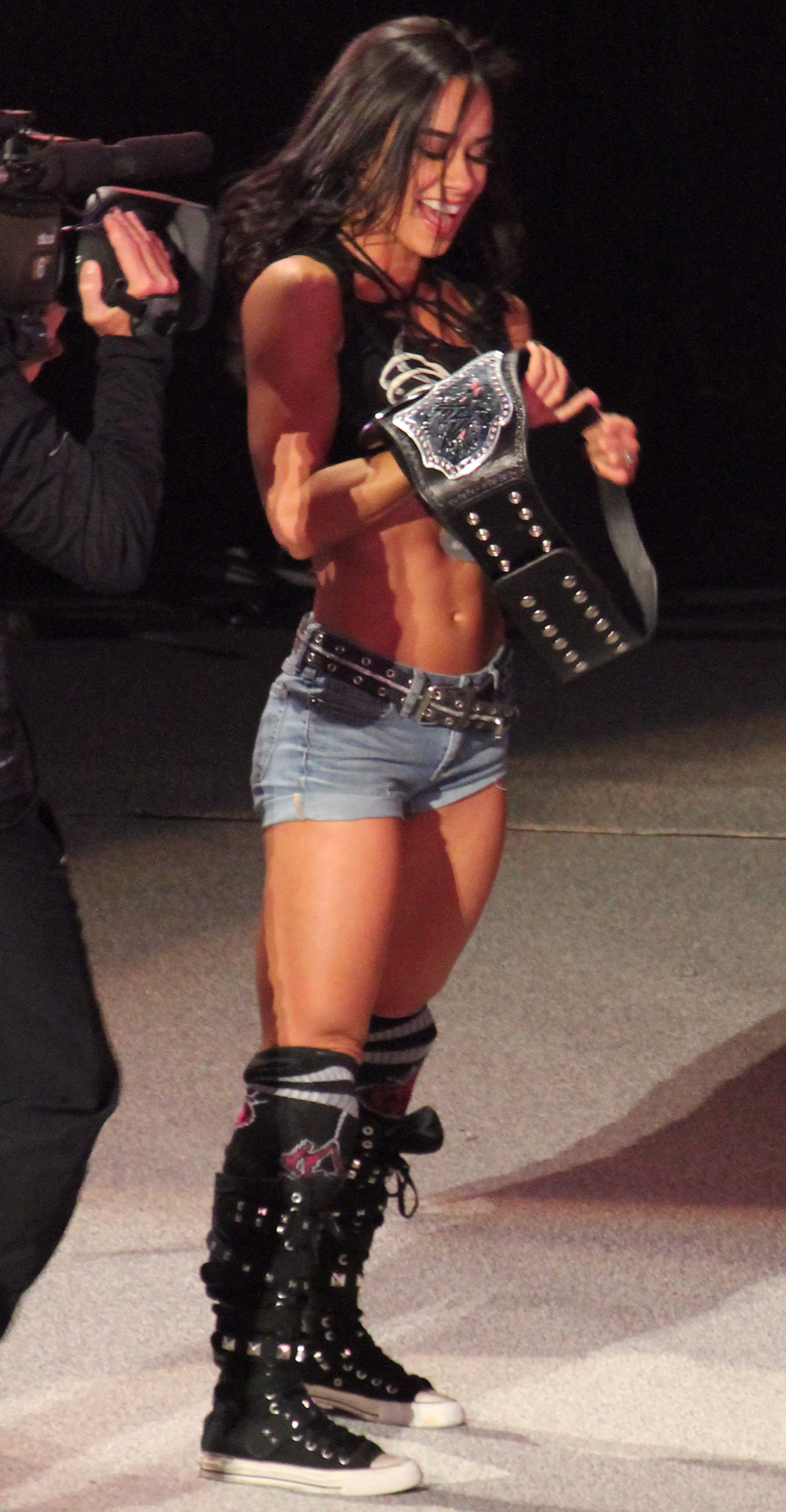
Ей Джей з титулом чемпіонки дів WWE.

- Florida Championship Wrestling
  - Чемпіон серед дів (1 раз)[25]
  - Королева FCW (1 раз)[26]
- Pro Wrestling Illustrated
  - PWI Жінка рока (2012—2014)[27][28]
  - № 2 в списку 50 найкращих дівчат реслерів 2014 року[29]
- Women Superstars Uncensored
  - Чемпіонка WSU в командних боях (1 раз) — спільно з Брук Картер[7]
  - Король і Королева WSU/NWS — спільно з Джеєм Літалом[7]
- Wrestling Observer Newsletter
  - Гірший матч року (2013) Total Divas (Наталья, Наомі, Кемерон, Ніккі Белла, Брі Белла, Єва Марі і Джо-Джо) проти Справжніх дів (Ей Джей, Таміни, Кейтлін, Рози Мендес, Аліши Фокс, Аксани і Саммер Рей) 24 листопада[30]
- World Wrestling Entertainment
  - Чемпіонка дів WWE (3 рази)
  - Slammy Award 2012 — Діва року
  - Slammy Award 2012 — Поцілунок року (разом з Джоном Сіною)
  - Slammy Award 2014 — Діва року